# 1943: The Battle of Midway
1943: The Battle of Midway, ursprungligen 1943: Midway Kaisen (1943 ミッドウェイ海戦?), är ett shoot 'em up-spel ursprungligen utgivet som arkadspel 1987 och senare porterat till olika hemkonsoler. Spelet utvecklades och utgavs av Capcom. och är uppföljaren till Capcoms 1942.

## Handling
Spelet utspelar sig under andra världskriget, utanför Midwayöarna, där man som amerikansk stridspilot ställs mot Japans militära styrkor.

### Fotnoter
1. 1 2  ”1943”. NES DB. 6 mars 1988. Arkiverad från originalet den 29 april 2014. https://web.archive.org/web/20140429075654/http://www.nesdb.se/game_more.php?id=2&rid=2. Läst 27 april 2014.
2. ↑  ”1943: The Battle of Midway”. The International Arcade Museum. http://www.arcade-museum.com/game_detail.php?game_id=6769. Läst 28 april 2014.